# MISSING GATE

『MISSING GATE』（ミッシングゲイト）は、米村孝一郎による日本のSF漫画作品。ホビージャパン刊行の『コミックマスター』にて、1993年11月号から1996年8月号まで連載、その後、未掲載分の最終巻が1998年に刊行された。単行本は全3巻。
未来の宇宙を舞台とするハードSFであるが、背景・概念の説明不足から来るストーリー・設定の難解さが特徴でもある。物語は一応完結しているが作中の謎の幾つかは未解明のまま終了している。

## 舞台設定
人類は重力場遺伝子を利用したゲイトウェイによる超光速航法ネットワークにより銀河中に進出したが、2世紀前に原因不明の「九月崩壊」とよばれるゲイトウェイ・ネットワークの大規模崩壊により人類社会は分断され大混乱に陥る。その後、一部のゲイトウェイは復旧し混乱は収拾しつつあったが崩壊以前の秩序はまだ取り戻せていない世界が舞台となる。
「船屋」と呼ばれる冒険的操縦者を兼ねる船舶設計者たちの間には「星」と呼ばれる謎の存在の情報が心ある人たちによって受け継がれてきた。現在その情報を保有しているジョン・マーシャル・ワトソンと宇宙軍士官学校の生徒であるアタランタ・パレッティが出会う所から物語は始まる。

## 主要な登場人物
アタランタ・パレッティ
本作の主人公。物語開始時は叔父が理事長を務める宇宙軍士官学校に在籍。海賊に誘拐された叔父を救出するための追跡時にワトソンに巻き込まれる形で星に関わっていく。宇宙船の特殊な操縦方法に天性の才能が有り、それが「星」の捕獲の切り札になると見込まれていく。
後に士官学校を退学。紆余曲折を経て「星」捕獲のためのレーサー宇宙船「セブンアローズ」のパイロットになる。
両親は崩壊後のゲート探索活動で乗艦が事故を起こし行方不明となっている。
「祭壇の巫女」との関わりが示唆されることもあったが詳細は不明のままだった。
ジョン・マーシャル・ワトソン
もう一人の主人公。発掘屋で恒星船のレストアが専門。独自の宇宙船の設計が可能なほどの知識を有し、また「船屋」の常識としての宇宙船操縦能力を有する。幼いときにその心意気を見込まれ譲渡された「星」の情報を元にその捕獲を最優先に考え、他の事は気が向かない所が独善的に見えるので反感を買うことも多い。
後に「星」捕獲のためのレーサー宇宙船「セブンアローズ」を設計・製造する。
B・ラックマン
アルテミスの父に仕える海賊の一味だったが現在はフリーランサーに近い。ワトソンとは最初敵として出会い、その際に死亡したが「不死身」の能力が発現した。その後、ワトソンには助けてもらったがさんざん不死身の能力を利用されたという腐れ縁の関係となる。
彼は「祭壇の巫女」に連なる一族で封印を逃れて現世に出現することのできた貴重な存在であるとの事で、不死身の能力は巫女達の現世観測のため、死亡すると彼の意志に関係なくその肉体を情報面から修復させているとの事。
彼自身には「祭壇の巫女」の集合知の能力は、占いがよく当たる程度にしか使えない。
レイオ・アルテミス・番匠
父の海賊組織を受け継ぎ首領として活動している。物語の開始時にアテランタの叔父を誘拐した。ラックマンの占いの能力に関しては信用している。その後もワトソン達の行動に関わってくる。
アリューシャ
アタランタの士官学校の同僚ジャクリーンの姉で宇宙船工房の代表。士官学校を退学したアタランタをテストパイロットとして雇い入れた。
ガモフ
海賊。アリューシャに恒星船の再生を依頼してくるが実際には戦闘艦として使用するつもりだった。
ユベール・オリオール
「九月崩壊」以前の人物で考古学者であり重力場遺伝子研究でも有名。「星」を捕獲されることをよしとせず、未来に託して送り出した。
キミーラ・グリフィス
「九月崩壊」以前の人物でヴィズの知り合いだが実はゲイト管理機構の所属。彼女も「巫女」に関係がある。
ヴィジョン・ヴィズ・ヴィジョン
「九月崩壊」以前の人物でオリオールから依頼を受け、フォア・ウィンズを脱出させるための恒星間宇宙船用駆動遺伝子を運んできた。フォア・ウィンズに外付けしたユニットに乗り込み、過去から未来への長い旅に出る。

## 用語
重力場遺伝子
重力制御を可能とするシステム。これを利用する船やゲートは必然的に遺伝子構造を内包することになる。自己組織化能力を持ち、重力場の歪み自体から動力を得るため、外部動力を必要としないが始動には対消滅スタータ等の外部動力が必要。
その発見の経緯は謎が多く、移民団が壊滅した後にその基礎理論だけが残されていたらしい。
ゲイトウェイ
重力場遺伝子を利用し超光速航法ネットワークを形成するシステム。極めて高い自立性を持ち、内部で敵対的行動を取る宇宙船に対しては抗体を送り込み分解してしまう。
その動作機構には謎があり、本来の理論的限界を超えた距離を結んでいるらしい。
ゲイトウェイは銀河系の重力場に寄生しているため、本質的に危険なのではないかと危惧する者たちが崩壊前から少数ながら存在していた。
九月崩壊
2世紀前に発生した原因不明のゲイトウェイ・ネットワークの大規模崩壊。既にゲイトウェイに依存しすぎていた人類社会は分断され秩序は崩壊し、星系によっては必要物資が入手できなくなり大混乱となる事態となった。
多くの人にとっては悲劇だが、中には秩序の再構築のチャンスと捉えるものも居る。
宇宙船
ゲイトウェイの発達により、恒星間宇宙船は衰退の一途を辿ったが、崩壊後はその役割が見直されている。
星／フォア・ウィンズ
「船屋」に古くから受け継がれてきた「宝」。その出現位置が情報として伝えられている。
その正体はある雲の惑星に限られた条件でしか出現しない特異重力点／フォア・ウィンズと呼ばれる船であり、人類の製造したものではないと推測されている。軍や幾つかの組織はその存在を知り捕獲しようと試みるが人類の重力場遺伝子による重力場を解体する非在化因子を有するため成功していない。
過去に何人かの有志がこのままだと捕獲は免れないと考え、星系外に脱出させ後世の心ある人たちに委ねたのが「星」の起源である。
セブンアローズ
ワトソンが「星」捕獲のために設計・製造した小型レーサー級宇宙船。無駄を省いているためマニュアル操作が多く、操縦が難しい。
祭壇の巫女
個々の存在は独立しつつも知識を共有し集合知を形成する一族のメンバー。現在は封印され現世に干渉することができない。その存在は重力場遺伝子やゲイトに関係があるらしい。
一族の一員であるラックマンに対して強力な情報操作能力を行使し、死なせずに観測の端末として利用している。

## 書誌情報
ホビージャパンからは2巻が、ノワール出版からは最終巻を含む3巻が刊行されたが、何れも絶版。
- 米村孝一郎 『MISSING GATE』ホビージャパン〈ホビージャパンコミックス〉、既刊2巻
  1. 1995年6月1日発売 ISBN 4-89425-069-1
  2. 1996年7月発売 ISBN 4-89425-106-X
- 米村孝一郎 『MISSING GATE』ノアール出版、全3巻
  1. 1998年9月発売 ISBN 4-931396-25-9
  2. 1998年9月発売 ISBN 4-931396-26-7
  3. 1998年9月発売 ISBN 4-931396-27-5